# Quinton Fortune
Quinton Fortune, född 21 maj 1977 i Kapstaden, är en sydafrikansk fotbollsspelare som har spelat i klubbar som Atlético Madrid, Manchester United, Bolton Wanderers och Brescia. Han är också Unicef-ambassadör i sitt hemland.